# Noelle Parker
Noelle Parker (Woodstock (New York), 25 december 1971) is een Amerikaanse actrice.

## Biografie
Parker werd geboren in Woodstock in een gezin van twee kinderen, en is een ex-stiefdochter van Patrick Dempsey. 

## Carrière
Parker begon in 1985 met acteren in de film In Defense of Kids. Hierna heeft ze nog meerdere rollen gespeeld in televisieseries en films zoals At Close Range (1986), Look Who's Talking Too (1990) en Sisters (1995-1996).

## Filmografie

### Films
Uitgezonderd korte films.
- 2018 We Only Know So Much - als Clare
- 2014 Picnic - als Helen Potts
- 2000 NewsBreak – als London
- 1996 A Kiss So Deadly – als June Stern
- 1995 Something Wilder – als Lynne
- 1994 Leave of Absence – als Zoey
- 1993 The Pros & Cons of Breathing – als Cambi
- 1992 Amy Fisher: My Story – als Amy Fisher
- 1991 The Last to Go – als ??
- 1990 Look Who's Talking Too – als vrouwelijke cliënt
- 1988 Ernest Saves Christmas -- aIs Harmony
- 1989 The Preppie Murder – als Betsy
- 1987 Daddy – als Wanda
- 1986 The Whoopsee Boys – als liftster
- 1986 At Close Range – als Jill
- 1986 Twisted – als Jeanette
- 1985 Seven Minutes in Heaven – als meisje
- 1983 In Defense of Kids – als Charmian Basillio

### Televisieseries
Uitgezonderd eenmalige gastrollen.
- 1995 – 1996 Sisters – als Reed Halsey – 13 afl.
- 1993 The Commish – als Monica – 2 afl.